# ارمنستان در ۲۰۱۷
لیست زیر رویدادهایی است که در طی سال ۲۰۱۷ (میلادی) در ارمنستان اتفاق افتاده‌است.

## صاحب منصبان
- رئیس‌جمهور: سرژ سرکیسیان
- نخست‌وزیر: کارن کاراپتیان

## رویدادها

### آوریل
- ۳ آوریل - کارن کاراپتیان حزب جمهوری‌خواه ارمنستان برنده انتخابات مجلس ارمنستان (۲۰۱۷) شدند.[۱]

### اوت
- ۳۱ اوت - الزام ویزا برای شهروندان ژاپنی لغو می‌شود.[۲]

## درگذشتگان
- ۱۶ فوریه: ایساهاک ایساهاکیان، ۸۳، بانکدار
- ۱۱ مارس: آناهید بارسامیان، ۶۹، شاعره، مترجم و نویسنده
- ۵ ژوئیهٔ: آودیس یاپوجیان، ۸۶، نویسنده، روزنامه‌نگار، و تاریخ‌نگار
- ۲۶ ژوئیه: سرگئی پتروسیان، ۲۹، وزنه‌بردار
- ۲ اوت: آرا بارسقیان، ۹۴، بازیکن و مربی فوتبال آمریکایی
- ۲۱ اوت: پرژ زیتونتسیان، ۷۹، نمایشنامه‌نویس، فیلمنامه‌نویس و دولتمرد
- ۲۲ اوت: آلن بربریان، ۶۴، کارگردان و فیلم‌نامه‌نویس
- ۲۲ نوامبر: جورج آواکیان، ۹۸، موسیقی‌دان
- ۱ دسامبر: ایوسیف کورویان، ۸۲،
- ۴ دسامبر: آرمناک آلاچاچیان، بازیکن و مربی بسکتبال